# Treinta y Tres (departement)
Treinta y Tres is een departement in het oosten van Uruguay, grenzend aan Brazilië. De hoofdstad van het departement is de gelijknamige stad Treinta y Tres.
Het departement heeft een oppervlakte van 9.529 km² en heeft 48.134 inwoners (2011). Treinta y Tres ontstond in 1837 toen het afgesplitst werd van Maldonado en is vernoemd naar een groep van 33 (treinta y tres) vrijheidsstrijders uit de 19e eeuw.
In Treinta y Tres bevindt zich het nationaal park Quebrada de los Cuervos.
Inwoners van Treinta y Tres worden olimareños genoemd in het Spaans.